# Großsteingrab Egelund (Frederikssund Kommune)
Das Großsteingrab Egelund war eine megalithische Grabanlage der jungsteinzeitlichen Nordgruppe der Trichterbecherkultur im Kirchspiel Gerlev in der dänischen Kommune Frederikssund. Seine Reste wurden 1983 entdeckt und dokumentiert.

## Lage
Das Grab lag etwa im Zentrum des Waldgebiets Egelund.

## Forschungsgeschichte
Die Fundstelle wurde 1983 vom Dänischen Nationalmuseum registriert. Mitarbeiter des Museums führten im gleichen Jahr eine Dokumentation durch.

## Beschreibung
Die Anlage besaß eine nord-südlich orientierte rechteckige Hügelschüttung mit einer Länge von etwa 20 m und einer Breite von etwa 7,5 m. Von der Umfassung konnten 16 Steine festgestellt werden. Über die Grabkammer ist nichts bekannt.